# Gymnastique artistique aux Jeux olympiques d'été de 2012 - barres asymétriques femmes
Pour un article plus général, voir Gymnastique artistique aux Jeux olympiques d'été de 2012.
Navigation
Pékin 2008 Rio de Janeiro 2016
La finale du concours des barres asymétriques femmes de gymnastique artistique des Jeux olympiques d'été de 2012 organisés à Londres (Royaume-Uni), se déroule à la North Greenwich Arena le 6 août 2012.

## Médaillées
| Or              | Argent   | Bronze       |
| Aliya Mustafina | He Kexin | Beth Tweddle |

## Résultats

### Finale

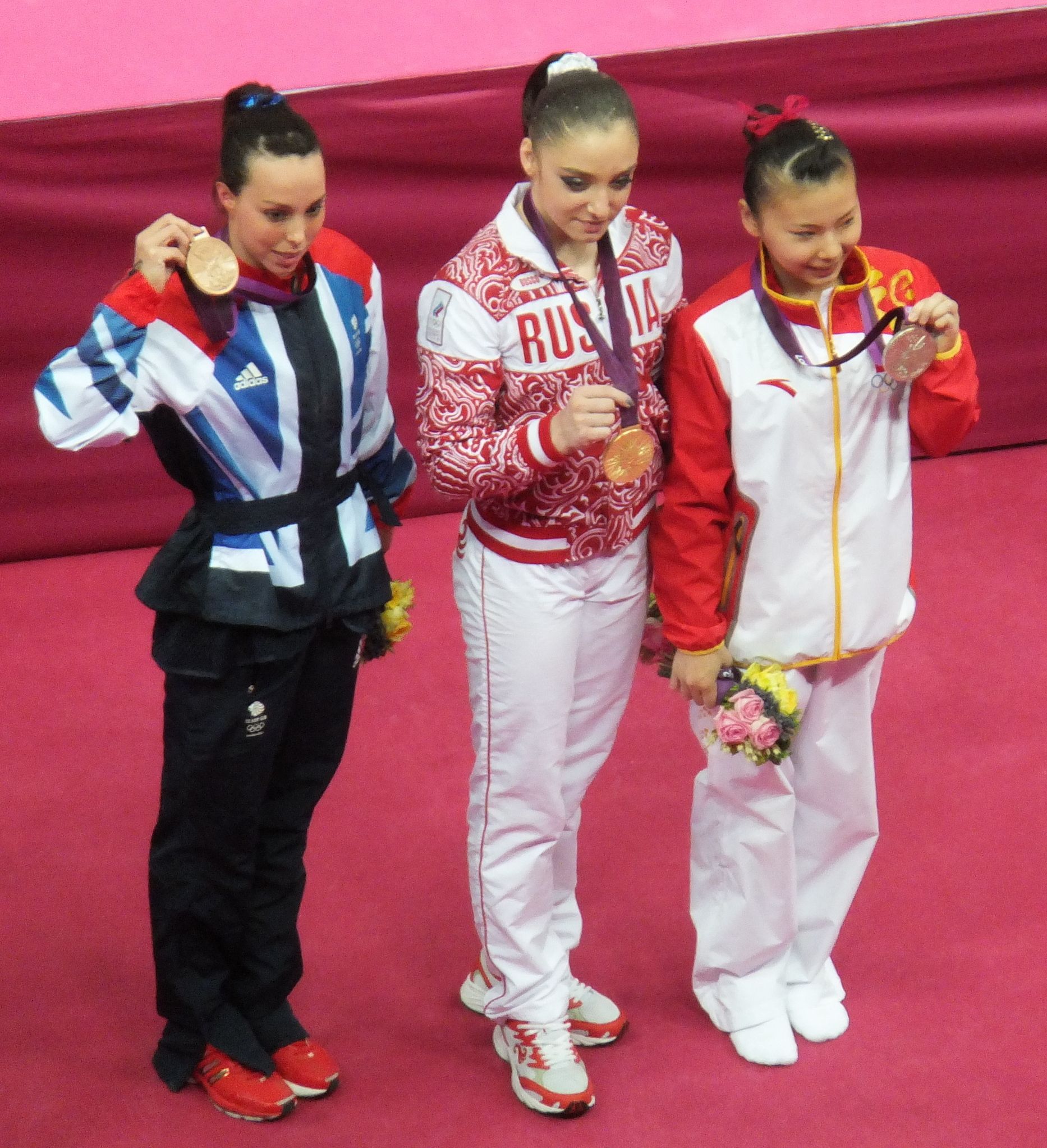
Le podium féminin aux barres asymétriques.

| Rang                                | Gymnaste          | Pays            | Score D | Score E | Pén. | Total  |
| ----------------------------------- | ----------------- | --------------- | ------- | ------- | ---- | ------ |
| Médaille d'or, Jeux olympiques      | Aliya Mustafina   | Russie          | 7.000   | 9.133   |      | 16.133 |
| Médaille d'argent, Jeux olympiques  | He Kexin          | Chine           | 7.100   | 8.833   |      | 15.933 |
| Médaille de bronze, Jeux olympiques | Elizabeth Tweddle | Grande-Bretagne | 7.000   | 8.916   |      | 15.916 |
| 4                                   | Yao Jinnan        | Chine           | 6.800   | 8.966   |      | 15.766 |
| 5                                   | Viktoria Komova   | Russie          | 7.000   | 8.666   |      | 15.666 |
| 6                                   | Elisabeth Seitz   | Allemagne       | 6.700   | 8.566   |      | 15.266 |
| 7                                   | Koko Tsurumi      | Japon           | 6.400   | 8.566   |      | 14.966 |
| 8                                   | Gabrielle Douglas | États-Unis      | 6.300   | 8.600   |      | 14.900 |

### Qualifications
| Rang | Gymnaste          | Pays            | Score D | Score E | Pén. | Total  |
| ---- | ----------------- | --------------- | ------- | ------- | ---- | ------ |
| 1    | Elizabeth Tweddle | Grande-Bretagne | 7.000   | 9.133   |      | 16.133 |
| 2    | He Kexin          | Chine           | 7.100   | 8.866   |      | 15.966 |
| 3    | Viktoria Komova   | Russie          | 7.000   | 8.833   |      | 15.833 |
| 4    | Yao Jinnan        | Chine           | 6.800   | 8.966   |      | 15.766 |
| 5    | Aliya Mustafina   | Russie          | 7.000   | 8.700   |      | 15.700 |
| 6    | Gabrielle Douglas | États-Unis      | 6.600   | 8.733   |      | 15.333 |
| 7    | Elisabeth Seitz   | Allemagne       | 6.700   | 8.466   |      | 15.166 |
| 8    | Koko Tsurumi      | Japon           | 6.600   | 8.433   |      | 15.033 |